# Roer (departamento)
Roer (em alemão: Rur) foi um departamento do Primeiro Império Francês nos territórios das atuais Alemanha e Holanda. Nomeado a partir do rios Roer, que atravessa a região, foi constituído em 1795, quando os Países Baixos do Sul e a margem esquerda do Reno foram ocupados pelos franceses. O departamento foi formado a partir dos ducados de Jülich e Cleves, parte do arcebispado de Colônia, a cidade livre de Aachen, a parte prussiana do ducado de Gueldres e alguns territórios menores. Em 1805 a cidade de Wesel foi adicionada ao departamento. A capital era Aix-la-Chapelle.
O departamento foi subdividido nos seguintes arrondissements e cantões (situação em 1812):
- Aachen: Aachen (2 cantões), Burtscheid, Düren, Eschweiler, Froitzheim, Geilenkirchen, Gemünd, Heinsberg, Linnich, Monschau e Sittard.
- Cleves: Cleves, Geldern, Goch, Horst, Kalkar, Kranenburg, Wankum, Wesel e Xanten.
- Krefeld: Krefeld, Bracht, Erkelenz, Kempen, Moers, Neersen, Neuss, Odenkirchen, Rheinberg, Uerdingen e Viersen
- Colônia: Colônia (4 cantões), Bergheim, Brühl, Dormagen, Elsen, Jülich, Kerpen, Lechenich, Weiden e Zülpich.

Sua população em 1812 era 631.094 habitantes.
Após a derrota de Napoleão, em 1814, o departamento foi dividido entre o Reino Unido dos Países Baixos (margem esquerda do rio Mosa e uma faixa ao longo de sua margem direita, incluindo Gennep, Tegelen e Sittard, no atual Limburgo holandês) e o Reino da Prússia (província de Jülich-Cleves-Berg, atualmente parte de Renânia do Norte-Vestfália, Alemanha).